# 萩奈穂美
萩 奈穂美（はぎ なおみ、1960年10月10日 - ）は、日本の元女優。本名および旧芸名、萩原 奈穂美（はぎわら なおみ）。
神奈川県横浜市出身。スカイコーポレーション、マドモアゼルに所属していた。

## 来歴・人物
劇団ひまわりを経て、1974年、テレビドラマ『青い山脈』（フジテレビ）でデビュー。
1977年から1978年にかけて放映した『対決!スーパーカークイズ』（東京12チャンネル）では産休のため降板した吉川桂子に代わり、アシスタントを務め、後番組『対決チャレンジクイズ』のアシスタントも務めた。
1979年、スケジュールの都合で降板したダイアン・マーチンに代わって『バトルフィーバーJ』（テレビ朝日）にミスアメリカ（2代目） / 汀 マリア役でレギュラー出演。萩について、共演者の大葉健二は「明るく取っつき易い感じで芝居も上手だった」。伴大介は「前任のD.マーチンが人気があったというのでプレッシャーもあったと思うが、よく頑張っていた」。ミスアメリカのスーツアクトレスを務めた小野寺えい子は「プライベートでも仲が良く、自宅に宿泊させてもらったり、一緒に遊びに出かけていた」と語っている。
『特捜最前線』（テレビ朝日）のゲスト出演後の女優活動は確認されていないが、1982年頃まではマドモアゼルにモデルとして所属していた。

## 出演

### テレビドラマ

#### 萩原 奈穂美名義
- 青い山脈 （1974年、CX） - 笹井 和子
- 破れ傘刀舟悪人狩り （NET）
  - 第17話「他人の顔」 （1975年）
  - 第91話「天保女医秘録」（1976年） -  お光
  - 第103話「怪談赤いろうそく」（1976年） - お芳
- ザ・カゲスター 第7話「コウモリ男の宝さがし作戦!」（1976年、NET） -  須藤 エイ子
- 特別機動捜査隊 第764話「駄目な奴」（1976年、NET） -  小池 理恵
- 江戸特捜指令 第12話「大逆転! 金塊に手を出すな!」（1976年、MBS） - お竜
- バトルホーク 第18話「呪いの糸・化身不可能!!」（1977年、東京12チャンネル） - 高村 令子
- 快傑ズバット 第8話「哀しみのプロパン爆破」（1977年、東京12チャンネル） - 渚 美樹
- 新・夜明けの刑事 第6話「モシモシ私、死にたいの」（1977年、TBS）

#### 萩 奈穂美名義
- Gメン'75 （1977年、TBS）
  - 第85話「'77元旦 デカ部屋ぶっ飛ぶ!」
  - 第120話「覗かれた女の部屋」− ヒロミ
- 横溝正史シリーズ 獄門島 （1977年、MBS） - 鬼頭 花子
- 伝七捕物帳　第158話「寄り合う肩に情の十手」（1977年9月20日、日本テレビ） - おくみ
- 達磨大助事件帳（1977年 - 1978年、ANB） - おみつ
- 俺たちの祭 第10回「生きる情熱」（1978年、NTV）- 北川 さゆり
- いのちの絶唱（1978年、NTV）
- 青春ド真中! 第9話「ふたり一緒の初恋だった!!」（1978年、NTV） - 内藤 ミワコ
- 若さま侍捕物帳 第15話「参上! 吸血鬼」（1978年、ANB） - お雪
- 桃太郎侍 第119話「女宿無し恋の雨」（1979年、NTV） - おふね
- バトルフィーバーJ 第24話「涙! ダイアン倒る」 - 第52話「英雄たちの交響曲」 （1979年 - 1980年、ANB） - 汀 マリア / ミスアメリカ（2代目）
- 特捜最前線 第148話「警視庁番外刑事!」 （1980年、ANB）

### その他のテレビ番組
- 対決! スーパーカークイズ （1977年 - 1978年、東京12チャンネル） -  2代目アシスタント
- 対決! チャレンジクイズ（1978年 - 1979年、東京12チャンネル） - アシスタント

### CM
- カネボウ化粧品 冬のキャンペーン （1978年）
- ホールズ （1982年）